# Arroyo de las Fraguas
Arroyo de las Fraguas – gmina w Hiszpanii, w prowincji Guadalajara, w Kastylii-La Mancha, o powierzchni 21,35 km². W 2011 roku gmina liczyła 39 mieszkańców.